# لين أشلي
لين أشلي (بالإنجليزية: Lyn Ashley)‏ هي ممثلة أسترالية، ولدت في 18 مارس 1940 في تاونسفيل في أستراليا.

## وصلات خارجية
- لين أشلي على موقع IMDb (الإنجليزية)
- لين أشلي على موقع ديسكوغز (الإنجليزية)
- لين أشلي على موقع قاعدة بيانات الفيلم (الإنجليزية)